# The Peninsula Tokyo
The Peninsula Tokyo (ザ・ペニンシュラ東京) est un hôtel construit à Tokyo de 2004 à 2007, de 100 mètres de hauteur. Il abrite un hôtel de la chaine de luxe The Peninsula Hotels.
L'immeuble a été conçu par la société Mitsubishi Estate Co.
La surface de plancher de l'immeuble est de 59 504 m2.